# Cremocarpon tenuifolium
Cremocarpon tenuifolium är en måreväxtart som beskrevs av Cornelis Eliza Bertus Bremekamp. Cremocarpon tenuifolium ingår i släktet Cremocarpon och familjen måreväxter. Inga underarter finns listade i Catalogue of Life.